# Alexandre Auguste de Berruyer
Pour les articles homonymes, voir Berruyer.
Alexandre Auguste de Berruyer, né dans l'ancien 10e arrondissement de Paris le 4 février 1804 et mort à Asnières-sur-Seine le 2 novembre 1864, est un auteur dramatique et journaliste français.

## Biographie
Fils de Jean-François Berruyer et frère de Pierre Marie-Auguste Berruyer, il se destine à une carrière militaire et entre le 10 août 1820 à Saint-Cyr en tant qu'élève de Louis XVIII. Sous-lieutenant de cavalerie (1er février 1823), il incorpore le 9 mai de la même année la compagnie d'Havré chez les Gardes du corps du Roi comme garde de 3e classe le 9 mai.
En 1827, il écrit une Épitre à M. le marquis de la Londe, maire de Versailles, ville où il est en garnison et obtient un premier succès. Dans cette épitre, il s'insurge, sous le pseudonyme de Munito, en hommage à un chien savant d'origine anglaise qui a été célèbre à Paris dans les années 1810, contre un arrêté municipal qui ordonne d'assommer les chiens errants. Berruyer reverse l’intégralité des ventes aux indigents.
Après une chute de cheval, il décide de se consacrer à la littérature et démissionne de l'armée le 6 décembre 1827. Il s'installe alors au château de Gonneville puis, en 1831, à Cherbourg. L'année suivante, il fonde à Caen avec Léon Barbey d'Aurevilly, le Momus normand, une revue littéraire mensuelle qui ne paraîtra que jusqu'au 12 avril 1833. Il crée ensuite le Journal de Cherbourg et du département de la Manche, qu'il dirige jusqu'au 17 avril 1835. En septembre de cette année-là, il s'installe à Paris et devient rédacteur dans de nombreux journaux tels L'Europe qui deviendra La Gazette de France et collabora à la fondation de La Gastronomie.
Ses pièces sont représentées, entre autres, au Gymnase enfantin, au Théâtre de la Porte-Saint-Antoine ou au Théâtre Comte.
En 1848, lorsque la République est réinstaurée, il tente de réintégrer l'armée mais le ministère refuse. Il prend alors le pseudonyme de Sirius lorsqu'il écrit dans des organes royalistes.
Membre de l'Académie ébroïcienne et de la Société du Caveau à Paris, il préside cette dernière à diverses reprises.

## Œuvres
- Épitre à M. le marquis de La Londe, maire de la ville de Versailles (en vers), Versailles, Impr. de Vitry, 1827
- L'Obélisque de Louqsor à Cherbourg, Cherbourg, Impr. de Boullanger, 1833
- Le Guide du voyageur à Cherbourg, ou Description complète et historique de cette ville, de son port militaire, de son port de commerce et de tous ses établissements, Boulanger, Cherbourg, 1833
- L'Uranorama (couplets), Boulanger, Cherbourg, 1833
- Lettre aux électeurs de l'arrondissement de Cherbourg. Juin 1834, Boulanger, 1834
- À la fraîche ! Qui veut boire ? ou Une promenade du vieux conteur, avec Giraud, vaudeville anecdotique en 1 acte, d'après une des causeries de Jean-Nicolas Bouilly, Paris, Théâtre Comte, 1838
- L'Inconstant, ou Une leçon d'astronomie, avec Giraud, vaudeville en 1 acte, Paris, Gymnase des enfants, 1838
- Le Salon dans la mansarde, avec Alphonse Salin, vaudeville en 1 acte, Théâtre de la Porte-Saint-Antoine, Paris, 1839
- Les Enfants peints par eux-mêmes, avec Adolphe Guénée, revue-vaudeville en 1 acte, d'après Alexandre de Saillet, Gymnase Enfantin, 1842
- Les Femmes de douze ans, comédie-vaudeville en 1 acte, d'après un proverbe de M. E. Fouinet, Théâtre des Jeunes Comédiens, Paris, 1843
- Épître à M. l'abbé Roux, fondateur et directeur de la Société de prévoyance pour les femmes pauvres, Ledoyen, Paris, 1852